# Çetin Doğan
Çetin Doğan (nascido em 15 de maio de 1940, Maçka) é um general turco aposentado. Foi Comandante do Primeiro Exército da Turquia (17 de agosto de 2001 - 20 de agosto de 2003).
Doğan formou-se na Academia Militar Turca em 1960.
Em 2007, Doğan foi nomeado chefe do Conselho de Curadores da Universidade Ahmet Yesevi pelo presidente Ahmet Necdet Sezer. Ele foi substituído em março de 2008 pelo novo presidente Abdullah Gül.
Doğan escreve colunas para o jornal Aydınlık desde maio de 2011, e publicou dois livros.

## Operação Marreta
Em 2012, ele foi condenado a vinte anos de prisão pelo seu suposto envolvimento no plano do golpe "Marreta" de 2003; Doğan teria sido o líder do grupo que planeou o golpe. Ele foi posteriormente absolvido em 2015. Ele também é acusado no caso da revolta militar de 1997.
O professor Dani Rodrik (genro de Doğan) escreveu que a prova da Malha contra Doğan foi fabricada, citando vários anacronismos e erros no documento principal do plano de golpe.